# Маур
Маур (нем. Maur) — коммуна в Швейцарии, в кантоне Цюрих.
Входит в состав округа Устер. Население составляет 9080 человек (на 31 декабря 2007 года). Официальный код — 0195.